# Cobalt 56
table
Le cobalt 56, de symbole 56
27Co ou simplement 56Co, est l'isotope du cobalt dont le nombre de masse est égal à 56 : son noyau atomique compte 27 protons et 29 neutrons avec un spin 4+, pour une masse atomique de 55,939 838 g/mol. Il est caractérisé par un excès de masse de −56 040,5 ± 0,5 keV et une énergie de liaison nucléaire par nucléon de 8 694,839 ± 0,008 keV.
La désintégration de 56Co est responsable de la courbe de lumière en deux phases caractéristique des supernovae de type Ia, dont le nickel 56 se désintègre en cobalt 56 puis en fer 56 en produisant des photons énergétiques qui constituent l'essentiel du rayonnement à moyen et long termes après l'explosion :
{\displaystyle \mathrm {^{56}_{28}Ni\ {\xrightarrow[{6,075\ jours}]{\beta ^{+}\ 2,136\ MeV}}\ {}_{27}^{56}Co\ {\xrightarrow[{77,24\ jours}]{\beta ^{+}\ 4,566\ MeV}}\ {}_{26}^{56}Fe} }.

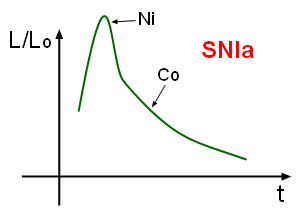
Profil typique de la luminosité d'une supernova de type Ia par rapport à la luminosité solaire L0, marqué par la désintégration rapide de 56Ni et la décroissance plus lente de 56Co.